# 危険日狙って!? 孕ませ学園
『危険日狙って!? 孕ませ学園』（きけんびねらってはらませがくえん）は、日本の同人ゲームサークル・すたじおもみじが発売しているアダルトゲームのシリーズ作品。
シリーズ2作とも「とにかく女の子とHがしたい」という性的衝動を抑え切れない主人公が、身近なヒロイン3人を候補にHをするための行動を実践に移し、初めてのHを体験した後にただHをするだけでは満足しきれなくなり「中出しをしてみたい、あの娘が妊娠してお腹が大きくなった所を見てみたい」と欲望をエスカレートさせて行くというストーリーが共通項となっている。

## 危険日狙って!? 孕ませ学園
シリーズ第1作『危険日狙って!? 孕ませ学園』は、すたじおもみじのデビュー作。ダウンロード販売サイト・Gyutto.comの年間ランキングで3位を獲得した。

### 登場人物
深上 健太（みかみ けんた）
主人公。学園では人当たりの良い印象で通っているが、考えることは「とにかく女の子とHがしたい」という性欲の塊状態。初体験でセックスの気持ち良さに取り憑かれ、次第にエスカレートして相手に自分の子供を孕ませてみたいと思い始める。
苗代 穂乃香（なえしろ ほのか）
声 - 土岐未来
健太の幼馴染み。料理が得意で、クラスでは男女を問わず人気が有る。
小見野 結衣（おみの ゆい）
声 - 霜月優
健太の後輩。小柄で人見知りが激しい。
月嶋 和葉（つきしま かずは）
声 - 涼貴涼
眼鏡がトレードマークの学級委員。普段はツンツンしているが、気を許した相手には従順。

### スタッフ
- シナリオ：瑞守ねおん
- 原画：po*

### メディアミックス作品
本作は2011年に実写AV化され、2012年にはノベライズ作品が発売される予定であるなど18禁同人ゲームとしては異例のメディアミックスが行われている。

#### アダルトビデオ
2011年9月15日にMOODYZ・まんきつレーベルより発売。監督・タイガー小堺。
出演
- 浜崎りお
- つぼみ
- 北川瞳

#### ノベライズ
- 布施はるか・著、po*・画、『危険日狙って!? 孕ませ学園』 パラダイム〈ぷちぱら文庫〉
  - 2012年1月20日発売予定 ISBN 978-4-89490-670-9

## 危険日狙って!? 孕ませ学園2
シリーズ第2作『危険日狙って!? 孕ませ学園2』は2011年2月に発売された。前作との間に、登場人物やストーリー上の繋がりは特に存在しない。

### 2の登場人物
井端 和彦（いばた かずひこ）
主人公。友達も多く充実した学園生活を送っているが、「とにかく女の子とHがしたい」という悶々とした欲望を抑え切れずあの手この手で初体験に漕ぎ着けるが、今度は自分を愛してくれる女の子を孕ませて子供を産んで欲しいと思い始める。
神白 ユキ（かみしろ ユキ）
声 - 彩瀬ゆり
新学期から和彦と同じクラスに転校して来た帰国子女。普段は無愛想で口数も少ないが、口を開くとかなりの毒舌。
水野 薫（みずの かおる）
声 - 貴坂里緖
バレー部のエース。ボーイッシュで同性に人気が有るが、本人はもっと女の子らしくなりたいと思っている。
霧咲 瑠璃（きりさき るり）
声 - 中嶋結花
後輩。良家のお嬢様で、和彦を慕っている。

### 2のスタッフ
- シナリオ：遊真一希
- 原画：po*